# Bury the Light
Bury the Light è il quarto album in studio del gruppo musicale power metal statunitense Pharaoh, pubblicato nel 2006 dalla Cruz del Sur.
Ha partecipato alla registrazione della traccia Castles in the Sky il chitarrista Mike Wead dei King Diamond.

## Tracce
1. Leave Me Here to Dream – 4:55
2. The Wolves – 4:51
3. Castles in the Sky – 5:02
4. The Year of the Blizzard – 7:45
5. The Spider's Thread – 4:04
6. Cry – 4:22
7. Graveyard of Empires – 6:42
8. Burn with Me – 4:00
9. In Your Hands – 5:07
10. The Spider's Thread (reprise) - traccia segreta – 1:34

## Formazione
- Tim Aymar - voce
- Chris Kerns - basso
- Chris Black - batteria
- Matt Johnsen - chitarra